# صدفية بثرية معممة
الصدفية البثرية المعممة (اختصارًا GPP) هو نوعٌ نادر جدًا من الصدفية يمكن أن تظهر بأشكال وأحجام متنوعة، وعلى عكس أشكال الصدفية الشائعة التي تكون محدودة الانتشار عادةً، غالبًا ما تكون الصدفية البثرية المعممة شاملة لكل الجسم وتشتمل على بثور ممتلئة بالقيح بدلًا من اللويحات. يمكن أن تظهر الصدفية البثرية المعممة في أي عمر، ولكنها نادرة عند الأطفال الصغار، ويمكن أن تظهر مع أو بدون حالات صدفية سابقة أو قصة مرضية للإصابة بالصدفية، ويمكن أن تتكرر الصدفية البثرية المعممة في نوبات دورية.

## العلامات والأعراض
تظهر الصدفية البثرية المعممة على شكل بثرات ولويحات على مساحة واسعة من الجسم، وتختلف عن الشكل الموضعي للصدفية البثرية في أن المرضى غالبًا ما يكونون مصابين بحمى وأمراض جهازية، لكن أشيع الأعراض كما هو موصوف في مراجع الأمراض الجلدية: (بثور بحجم رأس الدبوس، فوقها قشور)، وتضيف بعض الجمعيات المختصة أن هذه البثرات توجد غالبًا إما عند حواف لويحات التهابية شديدة أو داخل بقع جلدية محمرة.

## الأسباب
تظهر معظم حالات الصدفية البثرية المعممة في المرضى الذين يعانون من حالات صدفية حالية أو سابقة، ومع ذلك قد تظهر العديد من حالات الصدفية المعممة بدون أي إصابة سابقة بالصدفية.
اقترح قسم الأمراض الجلدية في جامعة ساو باولو تصنيفًا لحالات الصدفية البثرية المعممة يشمل الخصائص التالية:
المجموعة الأولى من المرضى لديهم قصة إصابة سابقة أو حالية بالصدفية، أما المجموعة الثانية فليس لديهم أي إصابات سابقة أو حالية بالصدفية. أهم عامل مؤهب عند مرضى المجموعة الأولى هو سحب السيتروئيدات، أما أهم عامل خطورة عند مرضى المجموعة الثانية فهو العدوى.
حدد الباحثون مجموعة من العوامل والأسباب التي قد تساهم في حدوث الصدفية البثرية المعممة:
- أدوية: ليثيوم، أسبرين، ساليسيلات، ميثوتريكسات، كورتيكوستيرويدات، بروجسترون، فينيل بوتازون، ترازودون، بنسلين، هيدروكسي كلوروكوين.
- تحسس ناتج عن علاجات موضعية: قطران الفحم، أنثرالين.
- التهابات: خصوصًا التهابات الأسنان والجهاز التنفسي العلوي.
- حمل.
- تعرض مزمن لأشعة الشمس.
- عوامل وراثية.

## التشخيص
توجد أشكال مختلفة من الصدفية البثرية المعممة، ويمكن أن يصاب المريض بأكثر من نوع في نفس الوقت أو تتحول هذه الأنواع من شكل لآخر خلال سير المرض. 

### صدفية فون زومبوش
سميت صدفية فون زومبوش على اسم طبيب الأمراض الجلدية الألماني ليو ريتر فون زومبوش (1874 - 1940) الذي وصف أول حالة موثقة من الصدفية البثرية المعممة في أوائل القرن العشرين. يشير بعض الأطباء إلى كل أنواع الصدفية البثرية المعممة باسم صدفية فون زومبوش، ولكن المراجع الطبية تميزها على أنها شكل محدد ومستقل من الصدفية البثرية المعممة.
قدم يوجين إم فاربر وزملاؤه وصفًا لصدفية فون زومبوش بأنها تحتوي على تموجات من الاحمرار منتشرة بشكل واسع في الجسم، وتكون المناطق المصابة مؤلمة. تتوضع البثور الصغيرة تحت طبقة من القشور، ويتراوح قطرها الأولي بين 1 و10 ملم. قد تندمج هذه البثور لتشكل تجمعات قيحية صفراء وخضراء. تجف البثور وتترك مكانها قشورًا حمراء اللون ، قد توجد صدفية فون زومبوش في أي نمط سابق من الصدفية، وقد تحدث نوبات متكررة منها.

### الأطفال
تعد الصدفية البثرية المعممة مرضًا نادرًا، وهي نادرة جدًا عند الأطفال. نشر مقال في مجلة طب الأمراض الجلدية للأطفال بجامعة ساو باولو في عام 2010. أوضح التقرير أن الصدفية حالة جلدية شائعة نسبيًا عند الأطفال، ولكن النوع البثري المعمم نادر جدًا عندهم، ومن أصل 1,262 حالة من حالات الصدفية عند الأطفال كان 0.6% فقط صدفية بثرية معممة.